# Коробаново (Руднянский район)
Коробаново — деревня в Руднянском районе Смоленской области России. Входит в состав Смолиговского сельского поселения. Население — 26 жителей (2007 год).
Расположена в западной части области в 25 км к юго-востоку от Рудни, в 1,5 км южнее автодороги А141 Орёл — Витебск, на берегу реки Коробановка. В 3 км севернее деревни расположена железнодорожная станция Поселковая на линии Смоленск — Витебск.

## История
В годы Великой Отечественной войны деревня была оккупирована гитлеровскими войсками в июле 1941 года, освобождена в октябре 1943 года.